# XULRunner
XULRunner는 개발이 중단된 모질라 플랫폼의 패키지 버전으로, XUL을 사용하여 독립적인 데스크톱 애플리케이션 개발을 가능케 하기 위해 모질라가 개발했다. 비슷한 목적의 중단된 프로젝트 게코 런타임 환경(Gecko Runtime Environment)을 대체하였다. XULRunner의 최초의 개발자 프리뷰가 모질라 1.8 코드 기반으로 2006년 2월 출시되었다. 모질라는 2015년 7월 XULrunner의 개발 지원을 중단하였다.
XULRunner는 기술 실험적 것이었지, 정식 제품은 아니었으며 다시 말해 파이어폭스 릴리스와 일치하는 동일 코드에 기반한 안정판인 공식 XULRunner 릴리스는 존재하지 않음을 의미한다.

## 같이 보기
- 모질라 애플리케이션 프레임워크
- 모질라 프리즘
- 게코 (소프트웨어)
- 크로미엄 임베디드 프레임워크
- 일렉트론 (소프트웨어 프레임워크)